# 三上康雄
三上 康雄（みかみ やすお、1958年1月20日 - ）は、日本の映画監督、脚本家、映画プロデューサー。
株式会社三上康雄事務所の代表取締役社長。

## 略歴・人物
大阪市東区（現中央区）生まれ。近畿大学商経学部経営学科卒業。大学4年生時に米国フォートライトカレッジに留学。
中学から大学まで剣道をしていた。このことが後の作品に影響を与える。
1974年、高校時代に、自主映画の製作グループ「BJcc」を結成する。数本の短編を監督、近畿大学在学時には1年に1作品のペースで時代劇やアクション映画を4本監督する。
当時の自主映画は青春や日常を描いた作品が多かったが、時代劇や活劇を作っていたため、新作完成の度、テレビやラジオ、新聞、キネマ旬報のグラビア、小型映画（玄光社）の記事、シネアルバム（芳賀書店）のグラビア、雑誌の記事等で紹介された。大学卒業時の1979年6月にグループは解散するが、この解散式兼上映会の模様は毎日放送の1979年6月25日放送の「MBSナウ」でニュースとして取り上げられた。
1982年に、自主映画初の16ミリ時代劇映画「蠢動」を監督し完成(「蠢動－しゅんどう－」ブルーレイ特別版に収録)
1980年から、家業のミカミ工業に入社し、2001年に代表取締役社長に就任。製品やカタログ等の企画やデザインは自ら行い、2011年にミカミ工業の全株式をM&Aで売却する。
2012年に劇場用映画製作会社の株式会社三上康雄事務所を設立する。
2013年に監督した時代劇映画「蠢動 -しゅんどう-」で日本映画監督協会の新人賞にノミネートされた。
2019年には時代劇映画「武蔵 -むさし-」を監督した。
2020年には書籍「武蔵のすべて」を編集・構成し、加来耕三、島田裕巳らとともに執筆した。
2022年には1989年に米国旅行の際に撮影したビデオを再編集、再リミックスして「1989 : A East Coast Trip」として完成(YouTubeで公開)
映画製作では、監督のほかプロデューサー、脚本、編集も兼任。また、武道(居合・殺陣等)、日本史、世界史にも精通している。

## 監督作品
- 荒野の狼（1976年）
- 乱流の果て（1977年）
- 二天一流（1978年）
- 闘争の宴（1979年）
- 蠢動（1982年）
- 1989 : A East Coast Trip　(1989年-2022年)
- 蠢動 -しゅんどう-（2013年）
- 武蔵 -むさし-（2019年）

## 著　作
- 武蔵のすべて（2020年）